# وزارة شؤون القبائل (اليمن)
وزارة شؤون القبائل هي إحدى الوزارات في ثالث حكومة من حكومات الجمهورية العربية اليمنية تأسست بقيام ثورة 26 سبتمبر 1962م والتي أطاحت بحكم الأئمة في المملكة المتوكلية اليمنية، وكانت الوزارة تهتم بشؤون القبائل.
ألغيت الوزارة في عهد إبراهيم الحمدي باعتبارها معوقاً للتنمية الاقتصادية والاجتماعية وتحولت إلى إدارة خاصة تحت مسمى الإدارة المحلية تقدم الاستشارة، ومن ثم أعادها علي عبد الله صالح كمصلحة شؤون القبائل في الثمانينات تتبع الداخلية، إلا أنها لم تكن تمثل القبيلة أو تهتم بشؤونها الخدمية والتنموية.

## النشأة
ارتبط قيام الوزارة بظروف تاريخية تمثلت بانقسام القبائل بين مؤيد لثورة 26 سبتمبر ورافضٍ لها، حيث ساندت العديد من القبائل القوى الملكية حتى عام 1967م فكان أساس الإنشاء أمنياً وهدفها مؤقت انتهى بانتصار القوى الجمهورية واندحار القوى الملكية عام 1967م وكانت حينها «وزارة شؤون القبائل» من الوزارات الأساسية والمقربة من صانع القرار يشغل مهامها وزير الدولة لشؤون القبائل ونائب لرئيس الوزراء.